# تپه گاومیش چران
تپه گاومیش چران مربوط به دوره اشکانیان - دوره ساسانیان است و در شهرستان گیلانغرب، بخش مرکزی، دهستان حومه، ۴۵۰ متری شرق روستای گاومیش چران واقع شده و این اثر در تاریخ ۲۶ اسفند ۱۳۸۷ با شمارهٔ ثبت ۲۵۵۳۴ به‌عنوان یکی از آثار ملی ایران به ثبت رسیده است.